# Helia aezica
Helia aezica är en fjärilsart som beskrevs av Druce 1890. Helia aezica ingår i släktet Helia och familjen nattflyn. Inga underarter finns listade i Catalogue of Life.